# Liechtensteiner-Cup 1972-1973
La Liechtensteiner-Cup 1972-1973 è stata la 28ª edizione della coppa nazionale del Liechtenstein conclusa con la vittoria finale del FC Balzers, al suo secondo titolo.
Della competizione è noto solo il risultato della finale.

## Finale
| Balzers | FC Balzers | 2 – 1 | FC Ruggell |  |